# 植物男子ベランダー
『植物男子ベランダー』（しょくぶつだんしベランダー）は、NHK BSプレミアムのテレビドラマ。2013年にパイロット版が、2014年に連続ドラマ版が放送された。主演は田口トモロヲ。原作はいとうせいこうのエッセイ『ボタニカル・ライフ 植物生活』。
2015年4月から9月には連続ドラマ『植物男子ベランダー SEASON2』が放送された。原作は前記エッセイの他にいとうのエッセイ『自己流園芸ベランダ派』が加えられた。同年12月27日から30日にかけては、『植物男子ベランダー 俺のウィンタースペシャル』を全4回で放送。2016年4月から9月にかけては『植物男子ベランダー SEASON3』が放送された。

## 解説
自己流に植物を育てる中年男性・ベランダーの一喜一憂を描いたテレビドラマ。物語の大半はベランダーの住居のベランダで展開され、植物を相手にした一人芝居が中心となっている。
NHK BSプレミアムでは不定期放送で、本放送がない週は再放送がされていた。
2018年4月から8月までNHK総合のよるドラにおいてパイロット版およびSEASON1の『植物男子ベランダー』が、同年9月から12月までは『植物男子ベランダー SEASON2』がそれぞれ放送された。

## キャスト

### 主人公
ベランダー
演 - 田口トモロヲ
都会のマンションに住む中年フリーライター。バツイチ。
マンションのベランダで植物を育てることが趣味で、ガーデナーに対して自身を「ベランダー」と称しているが、世話はかなりいい加減。

### レギュラー出演
木下楓
演 - 岡本あずさ（SEASON1より出演）
ベランダーが通う馴染みの花屋の店員。ベランダーが心惹かれる女性。SEASON1第8話で葛城の恋人だったことが判明するが、同最終話で別れている。
SEASON2からイギリスへの留学を計画し、SEASON3で旅立った。
藤村杏子
演 - 安藤玉恵（SEASON1より出演）
ベランダーが通う馴染みの花屋の店長。なぜかベランダーに辛くあたる。
立花→立花悟
演 - 小林竜樹（SEASON1 第5話より出演）
ベランダーが通う馴染みの花屋の店員。二枚目だが、ベランダーのようなヒゲと眼鏡の男を好む。杏子不在時に店長代理を務めていた。
篠原花梨
演 - わたなべ麻衣（SEASON3より出演）
杏子の異動後に花屋に入った新店員。客の動向から欲しい植物を分析することができる。立花に好意を抱いている。
田中惣太郎
演 - 古舘寛治（パイロット版 第2話より出演）
ベランダーの隣室に住む植物学者。勝手にベランダーの部屋に上がりこんでくることがある。
茂木梅吉
演 - 松尾スズキ（SEASON1 第2話より出演）
ベランダーが以前勤めていた会社の先輩。独身。好物はどら焼き。
無類の盆栽好きであり、事あるごとにベランダーや周囲に盆栽を勧めるが、SEASON2からは花にも興味を抱いている。
すみれ
演 - 谷内里早（パイロット版より出演）
ベランダーがよく出会う女子高生2人組の1人。ベランダーからの呼び名は「アボカド娘」で、不審な挙動を取った彼を痴漢と勘違いしている。
葵
演 - 渋谷さゆき（パイロット版〜SEASON2）
ベランダーがよく出会う女子高生2人組の1人。SEASON3では転校してしまった。
茜
演 - 桐嶋美結（SEASON3より出演）
ベランダーがよく出会う女子高生2人組の1人。すみれの新しい相方。

### ゲスト出演

#### パイロット版より
花屋の店員
演 - 波瑠（Pilot 1・2）
ベランダーが通う馴染みの花屋の店員。ベランダーが心惹かれる女性。
連続ドラマでは他店へ異動してしまっている。
老紳士
演 - 小林勝也（Pilot 2）
ベランダーが公園で出会った紳士。

#### SEASON1より
椎名香
演 - 市川実和子（第3話、SEASON2 第9話）
ベランダーがハーブを買いに出向いた花屋の店員。ベランダーはツンデレと思っている。
SSEASON2にも登場し、ベランダーが月下美人について尋ねている。
謎の少女
演 - NOA（第3・13話）
ベランダーにワスレナグサをくれた少女。
EIJI
演 - 忍成修吾（第4話）
ベランダーがインタビューした世界的なフラワーアーチスト。
EIJIのマネージャー→ベロニカ
演 - スベトラナK（第4話、SEASON2 第4話）
EIJIのマネージャーを務める金髪の外国人女性。
SEASON2では英会話教室の教師をする傍ら、ベランダーが通う馴染みの花屋でアルバイトをしていた。
神善寺穂なみ
演 - 高山都（第5・10話、SEASON2 第8話）
劇団の裏方をしている「植物女子」。多肉植物が大好きだが、すぐ枯らしてしまう。
SEASON2にも登場している。
樹（いつき）
演 - 太賀（第6話、SEASON2 第3・7話、ウインタースペシャル 第4夜、SEASON3 第3話）
ベランダーと別れた妻との息子。20歳の予備校生。
SEASON2では大学進学を諦めて予備校をやめ、DJを志すなど人生模索中。
なまず売りの女→謎の女店長→なまず店長
演 - 平田敦子（第7・12話、SEASON2 第8話、SEASON3 第4話）
竹刀を携えて、浅草の植木市でなまずを売る女。会員制アクアショップの店長でもある。
SEASON2にも登場し、新たにどじょうをベランダーに売ろうとしていた。
ベゴニアを売る男
演 - 廣川三憲（第7話）
浅草の植木市でベゴニアを売る男。
盆栽店の店主
演 - いとうせいこう（第7話、SEASON2 第8話、SEASON3 第12話）
浅草の植木市で盆栽を売る男。SEASON2にも登場した。
葛城草
演 - 長塚圭史（第8話）
ベランダーがインタビューした植物好きなベストセラー作家。楓の恋人だったが、SEASON1最終話で別れている。
丹下蓮次
演 - 村上淳（第9話、ウインタースペシャル 第3夜、SEASON3 第9話）
「植物の丹下」と呼ばれる植物好きのヤクザ。マダガスカル・ジャスミンを懸けてベランダーと植物しりとりで対決する。
SEASON2では放浪の旅に出ていたが、ウインタースペシャルまでの間に帰還している。
バーテンダー
演 - テイ龍進（第9話、SEASON2 第10話、SEASON3 第9話）
「BAR植物」のバーテンダー。
韮崎、土谷、藤木
演 - 清水優、奥野瑛太、藤木修（第9話、SEASON2 第10話、ウインタースペシャル 第3夜、SEASON3 第9話）
丹下の子分。
SEASON2からは、丹下と植物しりとりを繰り広げたベランダーを兄と慕い、彼と共に植物のテツに挑む。
宅配便の男
演 - 裵ジョンミョン（第10話、SEASON2 第4話）
茶碗蓮の根っこを届けた植物好きな宅配便。
SEASON2でも、ベランダーに鉢を届けている。
路上派の女性→山咲香澄
演 - 中村ゆり（第11話、SEASON2 第6話、SEASON3 第10話）
ベランダーが下町の路地で出会った植物好きな美しい女性。
花屋を開くことを夢見ており、SEASON2ではその願いを叶えている。
ネオ路上派の青年
演 - 染谷将太（第11話）
下町の川辺に植物の鉢を並べていた青年。
鉢須賀
演 - 山本剛史（第12話、SEASON2 第8話、SEASON3 第4話）
タキシードを着用した会員制アクアショップの店員。
SEASON2にも登場し、浅草の植木市にてベランダーの前に姿を現す。
蓮の男
演 - 渋川清彦（第13話、SEASON2 第11話、SEASON3 第12話）
花屋でベランダーに謎の言葉をかけた蓮好き。
SEASON2ではベランダーが取材で訪れた群馬にて遭遇する。
謎の男
演 - 大橋トリオ（第13話）
ベランダーが公園ですれ違った男。

#### SEASON2より
斑目幸範
演 - 岩松了（SEASON2 第2話、ウインタースペシャル 第1夜、SEASON3 第3・12話）
謎の自称ストリートミュージシャン。本職不明の強引な男。
後輩・桐山
演 - 峯田和伸（SEASON2 第3・11・12話、ウインタースペシャル 第4夜、SEASON3 第1・4話）
ベランダーが以前勤めていた出版社の後輩。「月刊プランター」を担当。
植物刑事 枳殻宏
演 - 吹越満（SEASON2 第5話、SEASON3 第6話）
北青山署の刑事。署内の人間から「植物のタチ」「植物刑事」と称される植物愛好家。
刑事 菊田
演 - 永岡佑（SEASON2 第5話、SEASON3 第6話）
北青山署の刑事で、枳殻の相棒。
水無月柑菜
演 - 中村映里子（SEASON2 第7話）
ベランダーが通りすがった花屋で働く店員。
花占いの女
演 - 片岡礼子（SEASON2 第7話）
ベランダーが夜道で出会った花占い師。
老婦人
演 - 本山可久子（SEASON2 第8話）
ベランダーが浅草の植木市に向かう道中で目にし、地下鉄まで誘導した女性。
ニッキを売る店主
演 - 中野英雄（SEASON2 第8話）
浅草の植木市にてニッキを売っていた、強面の風貌の男性。
伯父さん
演 - 中原丈雄（SEASON2 第9話）
ベランダーの父親の兄で、伯父にあたる人物。植物に深く精通しており、ベランダーが植物に興味を持つ切っ掛けを作った。
植物のテツ
演 - 中村倫也（SEASON2 第10話）
丹下たちと敵対関係にある「チーム植物」のトップである植物プッシャー。
花園恵一
演 - 柄本佑（SEASON2 第11話）
ベランダーがインタビューした、世界的に有名な群馬在住の植物画家。
水原蓮花
演 - 多部未華子（SEASON2 第12話）
群馬でベランダーがたまたま見つけた花屋で働く女性。

#### 俺のウインタースペシャルより
精神科医 茨木藍子
演 - 渡辺真起子（ウインタースペシャル 第1夜）
田中の紹介でベランダーが訪れた精神科医。
夏芽みずき
演 - 趣里（ウインタースペシャル 第2夜、SEASON3 第10話）
「東京植物紀行」という番組を担当する北青山テレビの新人ディレクター。
カメラマン 榎木
演 - 山本浩司（ウインタースペシャル 第2夜、SEASON3 第10話）
夏芽に厳しい北青山テレビのカメラマン男性。
音声マン 林田
演 - 飯田芳（ウインタースペシャル 第2夜、SEASON3 第10話）
北青山テレビの音声担当の男性。
元妻・さゆり
演 - 西田尚美（ウインタースペシャル 第4夜）
ベランダーの元妻。職業はスタイリスト。再婚する予定にある。

#### SEASON3より
上林保
演 - 横田栄司（SEASON3 第2・5・11話）
謎の会社｢ボタニカル・ワン」エアプランツ課のセールスマン。
柊研一
演 - 村上虹郎（SEASON3 第4話）
「月刊プランター」のアルバイト。ベランダーの大ファンで弟子入りを志願する。
佐々木幹夫
演 - 近藤公園（SEASON3 第5話）
｢ボタニカル・ワン」家庭菜園課のセールスマン。
盆桜子
演 - 夏帆（SEASON3 第7話）
茂木のSNSのフォロワーである女性。SEASON 1から存在が仄めかされていたが、SEASON 3で初めて茂木たちと対面する。
荻原隆
演 - 平田満（SEASON3 第8話）
ベランダーの高校の同級生。一流商社をやめて農業を始めようとする。
早川椿
演 - 河井青葉（SEASON3 第9話）
ベランダーの近所にオープンした花屋の女性。
葉山茂
演 - 栗原類（SEASON3 第11話）
｢ボタニカル・ワン」の新入社員。勤務態度が悪い。
カーマイケル
演 - リー・カーマイケル（SEASON3 第12話）
すみれと茜の高校に留学してきた筋骨隆々の青年。
コンビニ店長
演 - 森岡龍（SEASON3 第12話）
斑目がバイトしているコンビニの店長。

## ミニコーナー

### 植物のキモチ
パイロット版から開始。植物の気持ちをナレーションで表現したミニコーナー。

### Dr.ボタニカル
パイロット版〜SEASON1。植物に関する悩みを解決するミニコーナー。

### 愛しの草冠
パイロット版から開始。草冠の付く漢字を紹介するミニコーナー。朗読は松尾スズキ。

### 多肉愛の劇場
SEASON1から開始。ドラマ形式のミニコーナーで、幻玉を中心に展開される多肉植物たちの愛憎劇を描くというアイデアは本作の脚本・演出を手掛ける望月一扶によるものである。撮影は渋谷区ふれあい植物センターで行われた。当初は全6話完結の予定だったがTwitter上での反響を受け、全9話になった。ウインタースペシャルでは「多肉愛の劇場 ビヨンド」と題して後日談が全3回放送された。SEASON3では「多肉愛の劇場 Next Generation」と題して放送された。

#### 登場人物
幻玉
声：入野自由
幼少時に親と死別し、独特な形状から孤独な生活を送っている多肉植物。
アボニア・パピラケア
声：緑川光
幻玉の唯一の親友。アブラムシに侵され終盤死亡する。
オーロラ
声：能登麻美子
幻玉に好意を寄せる多肉植物。
火祭
声：江川央生
多肉植物界のツッパリ。幻玉を見下していたが、後に仲間になる。
ゴーラム
声：沼田祐介
多肉植物界のツッパリ。
リトープス
声：田村ゆかり
入水自殺を図った幻玉を救った多肉植物。
ロホホラ
声：清川元夢
リトープスの養父で、彼女から祖父のように慕われている。
ハオルチア
声：田村ゆかり
ゴーラムの恋人。ビヨンドにて意外な正体が判明する。
レズリー
声：沢城みゆき
ビヨンドに登場。植物警察の女刑事。
マスター（月光殿）
声：田中一成
ビヨンドから登場。多肉植物のBARのマスター。
魔玉
声：森田成一
ビヨンドに登場。アボニアを殺した張本人で、幻玉に一方的な好意を寄せるが、決戦の末に死亡する。
魔玉ジュニア
声：杉田智和
Next Generationに登場。魔玉の子株であり、秘宝の暗殺拳「多肉神拳」を操る。
浮舟
声：井上麻里奈
Next Generationに登場。魔玉ジュニアの参謀であるくの一。
アロエ・フラミンゴ、バニーカクタス、黄棘紅彩閣
声:千葉繁（アロエ）、沼田祐介（バニーカクタス）、田中成一（黄棘）
Next Generationに登場。極悪多肉集団「ブラッディ・エンジェルズ」の構成員。
青鎖龍錦
声:落合福嗣
Next Generationに登場。多肉正規軍の精鋭隊隊長。
雷神
声:銀河万丈
Next Generationに登場。必殺拳「多肉雷神拳」を操る「ブラッディ・エンジェルズ」のボス。

### 植物SONGS
SEASON1から開始。毎週番組で紹介する植物の名前がつく名曲を紹介するミニコーナー。
紹介された曲
SEASON1
- 「シクラメンのかほり」布施明
- 「ばらの花」くるり
- 「さくら (独唱)」森山直太朗
- 「ダンデライオン」BLANKEY JET CITY
- 「赤いスイートピー」松田聖子
- 「すみれ September Love」一風堂
- 「百合の咲く場所で」Dragon Ash
- 「ハナミズキ」一青窈
- 「愛の水中花」松坂慶子
- 「楓」スピッツ
- 「DAHLIA」X JAPAN

SEASON2
- 「球根」THE YELLOW MONKEY
- 「Carnation」The Jam
- 「追憶のライラック」東京スカパラダイスオーケストラ
- 「蓮の花」サカナクション
- 「アカシアの雨がやむとき」西田佐知子
- 「ひまわりの約束」秦基博

ウィンタースペシャル
SEASON3

### MC植物
SEASON2から開始。謎のラッパーm.c;ShockBoots（奥野瑛太）が毎回ひとつの植物をラップに乗せて紹介するミニコーナー。

## スタッフ
- 演出：望月一扶、近藤泰教（連続ドラマ版）
- 制作統括：松居径（パイロット版）、川崎直子、宮坂佳代子（連続ドラマ版）、林貴子（連続ドラマ版）
- プロデューサー：山本玲美、祐乗坊健（連続ドラマ版）
- 原作：いとうせいこう『ボタニカル・ライフ 植物生活』『自己流園芸ベランダ派』（SEASON2より）
- 脚本：望月一扶
- 撮影：杉中敏行
- タイトルBGM：ザ・ドアーズ「Hello, I Love You」（SEASON2まで）、セックス・ピストルズ「Anarchy in the U.K.」（俺のウィンタースペシャル）、クーラ・シェイカー「ハッシュ」（SEASON3）

## 放送日程
| 各話                     | 放送日         | サブタイトル                                                                                 | エンディング                                       |
| パイロット版             | パイロット版   | パイロット版                                                                                 | パイロット版                                       |
| ------------------------ | -------------- | -------------------------------------------------------------------------------------------- | -------------------------------------------------- |
| Pilot 1                  | 2013年11月4日  | ボタニカル・ハードボイルド（Episode1 シャコバサボテンの憂鬱／Episode2 アボカドとキリスト）   | 大橋トリオ「アネモネが鳴いた」                     |
| Pilot 2                  | 2013年11月19日 | 花はどこへいった（Episode1 レモンポトスの侵略とナスの格言／Episode2 捨てられたオンシジウム） | 大橋トリオ「アネモネが鳴いた」                     |
| SEASON1                  |                |                                                                                              |                                                    |
| 第1話                    | 2014年4月2日   | ハードボイルド・リターンズ （Episode1 春を待つもの／Episode2 美しすぎる諍い女）              | 大橋トリオ「アネモネが鳴いた」                     |
| 第2話                    | 2014年4月9日   | 盆栽ぎりぎり                                                                                 | 大橋トリオ「世界で一番幸せ者になれ」               |
| 第3話                    | 2014年4月16日  | 不条理な陽光 （Episode1 ハーブの楽園／Episode2 ワスレナグサを忘れない）                      | 大橋トリオfeat.矢野顕子「窓」                      |
| 第4話                    | 2014年5月7日   | フラワー・ラブ （Episode1 復活の鉢／Episode2 窓際の豹）                                      | 大橋トリオ「Happy Trail」                          |
| 第5話                    | 2014年5月28日  | 植物女子、現る                                                                               | 大橋トリオ「Honey」                                |
| 第6話                    | 2014年6月4日   | 風船と赤い金魚                                                                               | 大橋トリオ「贈る言葉」                             |
| 第7話                    | 2014年6月25日  | 初夏のパノラマ （Episode1 仁義なきニチニチとの戦い／Episode2 狂喜の植木市）                  | 大橋トリオ「Baumkuchen」                           |
| 第8話                    | 2014年7月23日  | 恋の冷凍保存                                                                                 | 大橋トリオ「赤い傘」                               |
| 第9話                    | 2014年8月13日  | サマータイム・ブルース                                                                       | 大橋トリオ「マチルダ」                             |
| 第10話                   | 2014年9月3日   | パニック・ルーム!                                                                            | 大橋トリオ「Seven Days」                           |
| 第11話                   | 2014年9月10日  | 遠い日の花火                                                                                 | 大橋トリオ「生まれた日」                           |
| 第12話                   | 2014年9月17日  | 植物たちの挽歌 （Episode1 影ヲ慕ヒテ／Episode2 水草が欲しかっただけ）                        | 大橋トリオ「ラブリー」                             |
| 第13話                   | 2014年9月24日  | そして俺は途方に暮れる                                                                       | 大橋トリオ「アネモネが鳴いた」                     |
| SEASON2                  |                |                                                                                              |                                                    |
| 第1話                    | 2015年4月16日  | 帰ってきた俺                                                                                 | 大橋トリオ「Parody」                               |
| 第2話                    | 2015年4月23日  | 真綿色の謀略                                                                                 | 大橋トリオ「サリー」                               |
| 第3話                    | 2015年5月7日   | ノッポ                                                                                       | 大橋トリオ「I Could Be」                           |
| 第4話                    | 2015年5月21日  | 俺のから騒ぎ                                                                                 | 大橋トリオ「存在」                                 |
| 第5話                    | 2015年6月11日  | 植物刑事の事件簿                                                                             | 大橋トリオ「モンスターfeat.秦基博」                |
| 第6話                    | 2015年6月18日  | その男、茂木梅吉                                                                             | 大橋トリオ「Rainy Day」                            |
| 第7話                    | 2015年7月2日   | バンマツリ1号2号                                                                             | 大橋トリオ「You Gotta Be」                         |
| 第8話                    | 2015年7月16日  | 狂喜の植木市、再び                                                                           | 大橋トリオ「The music around me」                  |
| 第9話                    | 2015年8月13日  | 俺の伯父さん                                                                                 | 大橋トリオ「Dearest Man」                          |
| 第10話                   | 2015年8月20日  | スカーフェイス                                                                               | 大橋トリオ「Cherry Pie」                           |
| 第11話                   | 2015年9月10日  | 桔梗の唄                                                                                     | 大橋トリオ「Colors」                               |
| 第12話                   | 2015年9月24日  | しゃぼん玉                                                                                   | 大橋トリオ「くるみ」                               |
| 俺のウィンタースペシャル |                |                                                                                              |                                                    |
| 第1夜                    | 2015年12月27日 | 奇跡の確率                                                                                   | 大橋トリオ「アネモネが鳴いた」                     |
| 第2夜                    | 2015年12月28日 | アフロなあいつ                                                                               | 大橋トリオ「Bing Bang」                            |
| 第3夜                    | 2015年12月29日 | グズマニア                                                                                   | 大橋トリオ「Winterland」                           |
| 第4夜                    | 2015年12月30日 | ある冬の日に                                                                                 | 大橋トリオ「スノードロップ」                       |
| SEASON3                  |                |                                                                                              |                                                    |
| 第1話                    | 2016年4月7日   | ハードボイルド新起動 （Episode1 否定するボケ／Episode2 ピンクネコヤナギはお好き?）           | 大橋トリオ「恋するライダーfeat.斉藤和義」          |
| 第2話                    | 2016年4月21日  | 沈黙のエアプランツ                                                                           | 大橋トリオ「そして君と星になって」                 |
| 第3話                    | 2016年5月5日   | 旅立ちのチューリップ                                                                         | 大橋トリオ「Wonderland」                           |
| 第4話                    | 2016年5月12日  | クレソンと弟子                                                                               | 大橋トリオ「愛で君はきれいになる」                 |
| 第5話                    | 2016年6月2日   | 植物ロワイヤル （Episode1 ゴールデンモンキー／Episode2 ブロッコリーかく語りき）              | 大橋トリオ「真夜中のメリーゴーランド with 手嶌葵」 |
| 第6話                    | 2016年6月9日   | LOVEあんず                                                                                   | 大橋トリオ「めくるめく僕らの出会い」               |
| 第7話                    | 2016年7月7日   | 盆桜子、現る （Episode1 剪定は是か非か／Episode2 背徳の寄せ植え）                            | 大橋トリオ「きっとそれでいい」                     |
| 第8話                    | 2016年7月14日  | 哀愁の胡蝶蘭                                                                                 | 大橋トリオ「はじまりの唄」                         |
| 第9話                    | 2016年8月4日   | センニチコウ・ウォーズ                                                                       | 大橋トリオ「この雨みたいに泣いてみたかったけど」   |
| 第10話                   | 2016年8月11日  | 収穫のサマー                                                                                 | 誇り高き花のように                                 |
| 第11話                   | 2016年9月1日   | 酔芙蓉恋花                                                                                   | 大橋トリオ「オールドタイム」                       |
| 第12話                   | 2016年9月8日   | オジギソウのすべて                                                                           | 大橋トリオ「アネモネが鳴いた」                     |

## 評価
フリーライターの品川マキは、作品の丁寧な作りを評価しつつも、タイトルがややこしいと評した。